# 20 Years in History
20 Years in History è una raccolta della band heavy metal tedesca Running Wild pubblicata nel 2003 dalla Noise Records.
La compilation contiene tutte le hit della band in ordine cronologico a partire dagli inizi nel 1984 agli ultimi anni, compreso The Brotherhood.

## Tracce

### CD 1
1. Prowling Werewolf
2. Genghis Khan
3. Prisoners of Our Time
4. Branded & Exiled '03
5. Mordor
6. Under Jolly Roger
7. Apocalyptic Horsemen
8. Raise Your Fist
9. Port Royal
10. Conquistadores
11. Riding the Storm
12. Bad to the Bone
13. Blazon Stone
14. Little Big Horn

### CD 2
1. Whirlwind
2. Treasure Island
3. Black Hand Inn
4. The Privateer
5. Lions of the Sea
6. Black Soul
7. Firebreather
8. Ballad of William Kidd
9. Victory
10. Tsar
11. Welcome to Hell
12. The Brotherhood

## Formazione
- Rock n' Rolf - voce, chitarra
- Thilo Herrmann - chitarra
- Axel Morgan - chitarra
- Majk Moti - chitarra
- Gerald "Preacher" Warnecke - chitarra
- Thomas Smuszynski - basso
- Peter Pichl - basso
- Jens Becker - basso
- Stephan Boriss - basso
- Jörg Michael - batteria
- Stefan Schwarzmann - batteria
- AC - batteria
- Iain Finlay - batteria
- Wolfgang "Hasche" Hagemann - batteria
- Angelo Sasso - batteria